# Streuobstgebiet westlich Immenhausen
Streuobstgebiet westlich Immenhausen ist ein Landschaftsschutzgebiet (Schutzgebietsnummer 4.16.023) im Landkreis Tübingen. 

## Lage und Beschreibung
Das Schutzgebiet liegt rund einen Kilometer westlich des Kusterdinger Ortsteils Immenhausen. Es gehört zum Naturraum 104-Schönbuch und Glemswald innerhalb der naturräumlichen Haupteinheit 10-Schwäbisches Keuper-Lias-Land.

## Schutzzweck
Die Streuobstwiesen in ihrer charakteristischen Eigenart als offene Landschaft, die weitgehend frei ist von baulichen Anlagen, sollen erhalten und verbessert werden. Sie sind außerdem Naherholungsgebiet für die Allgemeinheit und Lebensraum einer artenreichen Tier- und Pflanzenwelt.